# Gasparilla Bowl
Le Gasparilla Bowl (anciennement St. Petersburgh Bowl) est un match annuel de football américain d'après-saison régulière et de niveau universitaire, se jouant à St. Petersburg en Floride depuis 2008 dans le Tropicana Field.
La dotation pour ce match est de 1 125 000 US $ par équipe en 2022.

## Histoire
Le St. Petersburgh Bowl est le troisième bowl universitaire (avec le défunt Cigar Bowl et l'actuel Outback Bowl) à se jouer dans la région de Tampa Bay.
Le 30 avril 2008, la NCAA approuvait la création d'un nouveau bowl pour l'après-saison régulière de 2008. Ce bowl devait se jouer au Tropicana Field .
Le 25 novembre 2008, la télévision régionale d'ESPN , propriétaire de l’événement, annonce avoir signé un sponsoring avec la société magicJack.
Le match inaugural fut joué le 20 décembre 2008 et vit la victoire par 41 à 14 des Bulls de South Florida sur les Tigers de Memphis. Le quaterback des Bulls de South Florida, Matt Grothe, fut élu MVP du match après avoir lancé pour 236 yards et 3 touchdowns et couru pour 83 yards en 15 portées.
Le 19 décembre 2009, ce furent les équipes des Scarlet Knights de Rutgers et des Knights de Central Florida qui se rencontrèrent (45-24). Le bowl avait été renommé le St. Petersburg Bowl Presented by Beef O'Brady's après que la chaîne de restaurants eut obtenu le sponsoring du nom du bowl .
Le bowl de 2010 mit en présence le 21 décembre, les équipes des Golden Eagles de Southern Miss et des Cardinals de Louisville. C'était la vingt-neuvième rencontre entre ces deux équipes (car elles jouaient précédemment dans la même conférence C-USA). Après avoir été menés par 14 à 0 et ensuite par 21 à 7, l'équipe des Cardinals revint au score et remporta le match 31 à 28, signant ainsi une sixième victoire de rang contre les Golden Eagles.
C'est en 2011 que pour la première fois une équipe issue de la Sun Belt joua le bowl. Florida International perdit 10 à 20 contre l'équipe Marshall issue de la C-USA. C'était la première année où la Big East ne put envoyer d'équipe éligible au bowl. À noter qu'en 2013, Florida International changea de conférence pour rejoindre la Big East et ainsi retrouver l'équipe de Marshall lors de la saison régulière en C-USA.
À la suite de la non-reconduction du contrat de sponsoring par la société Beef'O'Brady's, c'est la société Bitcoin payment service provider BitPay qui prend la relève modifiant le nom du bowl pour la saison 2014 en Bitcoin St. Petersburgh Bowl. Cette société ne renouvelle pas son sponsoring en 2015.
Le 10 décembre 2021, les organisateurs annoncent officiellement que le match sera sold-out pour la première fois de son histoire.

### Historique du Nom
Le Bowl est tout d'abord dénommé le MagicJack St Petersburg Bowl à cause de son premier sponsor, la société magicJack (fabricant de câbles électroniques).
Lorsque Beef 'O' Brady's (chaîne de restaurants aux États-Unis) devient le sponsor en 2009, le nom officiel est modifié et devient le St. Petersburg Bowl Presented by Beef 'O' Brady's.
Le 18 juin 2014, les organisateurs annoncent que la société Bitcoin payment service provider ''BitPay'' reprend le sponsoring. Le bowl est dès lors renommé le Bitcoin St Petersburg Bowl,. Le 2 avril 2015, la société Bitpay ne renouvelle pas son sponsoring. Les matchs de 2015 et de 2016 se déroulent donc sans sponsor.
Pour la saison 2017, la société Bad Boy Mowers reprend le sponsoring renommant l'événement le Bad Boy Mowers Gasparilla Bowl. Ce nom est un clin d’œil à la légende Jose Gaspar (en), un pirate mythique ayant opéré dans la Baie de Tampa et ayant également inspiré le Gasparilla Pirate Festival de Tampa.
Depuis 2020, l'évènement est sponsorisé par la société Union Home Mortgage (en) et est officiellement dénommé  Union Home Mortgage Gasparilla Bowl. L'édition 2020 devait opposer les Gamecocks de la Caroline du Sud aux Blazers de l'UAB mais le match est annulé à la suite de la pandémie de Covid-19 aux États-Unis. L'équipe des Gamecock, fortement contaminée par le virus, a été obligée de déclarer forfait sans qu'elle puisse être remplacée.
Résumé :
- magicJack St. Petersburg Bowl (2008)
- St. Petersburg Bowl Presented by Beef 'O' Brady's (2009)
- Beef 'O' Brady's Bowl (2010-2013)
- Bitcoin St. Petersburg Bowl (2014)
- St. Petersburg Bowl (2015-2016) - pas de sponsor
- Bad Boy Mowers Gasparilla Bowl (2017-2019)

### Historique des Sponsors
- magicJack (2008)
- Beef O'Brady's (2009–2013)
- Bitcoin (2014)
- Bad Boy Mowers (2017-2019)

## Historique des logos

Beef 'O' Brady (2009-2013).
Bitcoin (2014).
Match sans sponsor.
Bad Boy Mowers (2017-2019)

## Liens avec les Conférences
En 2013, le match met en présence une équipe de la nouvelle AAC (American Athletic Conference) à une équipe de la C-USA (Conference USA).
Si une de ces conférences (ou les deux) n'a pas assez d'équipe éligible pour le bowl, l'équipe (ou les deux) est remplacée par une équipe éligible issue de la MAC ou de la Sun Belt.

## Un stade de Baseball

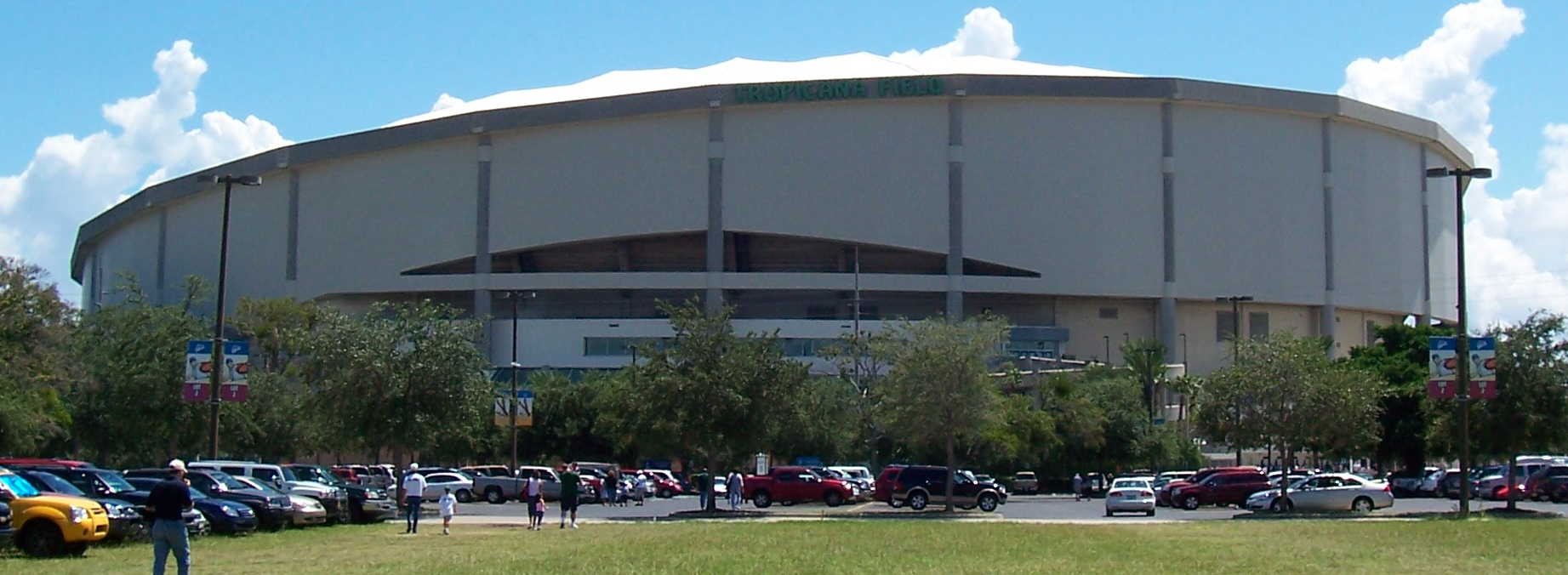
Tropicana Field

À l'origine, le Tropicana Field était conçu pour le baseball.
Lorsqu'on y joue au football américain, des adaptations sont faites et le terrain est dessiné parallèlement au côté droit du terrain de baseball.
Le Beef 'O' Brady's Bowl est un des trois bowl actuels à se jouer dans un stade construit à l'origine pour le baseball.
Il y a d'une part le Fight Hunger Bowl, joué à San Francisco dans le stade AT&T Park, où joue l'équipe de baseball des San Francisco Giants. Néanmoins, le Fight Hunger Bowl déménagera en 2014 au Levi's Stadium de Santa Clara en Californie.
D'autre part, il y a le Pinstripe Bowl se jouant dans le The Bronx à New York au Yankee Stadium, stade de l'équipe de baseball des New York Yankees.

## Palmarès
(nombre de victoires-nombre de défaites) = statistiques de l'équipe au terme de la saison en ce y compris le résultat du bowl.
| Dates                                                             | Vainqueurs                           | Scores  | Finalistes                           | Assistances | Conférences      | Notes     |
| ----------------------------------------------------------------- | ------------------------------------ | ------- | ------------------------------------ | ----------- | ---------------- | --------- |
| 20 décembre 2008                                                  | Bulls de South Florida (8-5)         | 41 - 14 | Tigers de Memphis (6-7)              | 25 205      | Big East - C-USA |           |
| 19 décembre 2009                                                  | Scarlet Knights de Rutgers (9-4)     | 45 - 24 | Knights de l'UCF (8-5)               | 29 763      | Big East - C-USA |           |
| 28 décembre 2010                                                  | Cardinals de Louisville (7-6)        | 31 - 28 | Golden Eagles de Southern Miss (8-5) | 20 017      | Big East - C-USA |           |
| 20 décembre 2011                                                  | Thundering Herd de Marshall (7-6)    | 20 - 10 | Panthers de FIU (8-5)                | 20 072      | C-USA - Sun Belt |           |
| 21 décembre 2012                                                  | Knights de l'UCF (10-4)              | 38 - 17 | Cardinals de Ball State (9-4)        | 21 759      | C-USA - MAC      |           |
| 23 décembre 2013                                                  | Pirates d'East Carolina (10-3)       | 37 - 20 | Bobcats de l'Ohio (7-6)              | 20 053      | C-USA - MAC      |           |
| 26 décembre 2014                                                  | North Carolina State Wolfpack (8-5)  | 34 - 27 | Knights de l'UCF (9-4)               | 26 675      | ACC - AAC        | Note      |
| 26 décembre 2015                                                  | Thundering Herd de Marshall (10-3)   | 19 - 10 | Huskies du Connecticut (6-7)         | 14 652      | C-USA - AAC      | Note      |
| 26 décembre 2016                                                  | Bulldogs de Mississippi State (5–7)  | 17 - 16 | Redhawks de Miami (6–6)              | 15 717      | SEC - MAC        | Note      |
| 22 décembre 2017                                                  | Owls de Temple (6-6)                 | 28 - 03 | Panthers de FIU (8–4)                | 16 363      | AAC - C-USA      | Note      |
| 20 décembre 2018                                                  | Thundering Herd de Marshall (8-4)    | 38 - 20 | Bulls de South Florida (7-5)         | 14 135      | C-USA - AAC      | Note      |
| 23 décembre 2019                                                  | Knights de l'UCF (9-3)               | 48 - 25 | Thundering Herd de Marshall (8-4)    | 28 987      | AAC - C-USA      | Note      |
| Match annulé à la suite de la pandémie de Covid-19 aux États-Unis |                                      |         |                                      |             |                  |           |
| 23 décembre 2021                                                  | Knights de l'UCF (8-4)               | 29 - 17 | Gators de la Floride (6-6)           | 63 669      | AAC - SEC        | Note      |
| 23 décembre 2022                                                  | Demon Deacons de Wake Forest (7-5)   | 27 - 17 | Tigers du Missouri (6-6)             | 34 370      | ACC - SEC        | Note      |
| 22 décembre 2023                                                  | Yellow Jackets de Georgia Tech (6-6) | 30-17   | Knights de l'UCF (6-6)               | 30 281      | ACC - Big 12     | Note (en) |
| 20 décembre 2024                                                  | Gators de la Florida (8-4)           | 33-08   | Green Wave de Tulane (9-4)           | 41 472      | SEC - AAC        | Note      |

## Meilleurs Joueurs du Bowl (MVPs)
| Saisons | Joueurs           | Équipes              | Postes |
| ------- | ----------------- | -------------------- | ------ |
| 2008    | Matt Grothe       | USF                  | QB     |
| 2009    | Mohamed Sanu      | Rutgers              | WR     |
| 2010    | Jeremy Wright     | Louisville           | RB     |
| 2011    | Aaron Dobson      | Marshall             | WR     |
| 2012    | Blake Bortles     | UCF                  | QB     |
| 2013    | Vintavious Cooper | ECU                  | RB     |
| 2014    | Matt Dayes        | North Carolina State | RB     |
| 2015    | Deandre Reaves    | Marshall             | WR     |
| 2016    | Nick Fitzgerald   | Mississippi State    | QB     |
| 2017    | Nutile Frank      | Temple               | QB     |
| 2018    | Keion Davis       | Marshall             | RB     |
| 2019    | Dillon Gabriel    | UCF                  | QB     |
| 2021    | Ryan O'Keefe      | UCF                  | WR     |
| 2022    | Sam Hartman       | Wake Forest          | QB     |
| 2023    | Jamal Hayne       | Georgia Tech         | RB     |
| 2024    | DJ Lagway         | Florida              | QB     |

## Statistiques par Équipes
Mis à jour le 23 décembre 2024
| Rang | Équipes                          | Apparitions | G-(N)-P |
| ---- | -------------------------------- | ----------- | ------- |
| 1    | Knights de l'UCF                 | 6           | 4–2     |
| 2    | Thundering Herd de Marshall      | 4           | 3–1     |
| 3    | Bulls de South Florida           | 2           | 1–1     |
| 3    | Gators de la Floride             | 2           | 1–1     |
| 5    | Pirates d'East Carolina          | 1           | 1–0     |
| 5    | Yellow Jackets de Georgia Tech   | 1           | 1–0     |
| 5    | Cardinals de Louisville          | 1           | 1–0     |
| 5    | Bulldogs de Mississippi State    | 1           | 1–0     |
| 5    | Wolfpack de North Carolina State | 1           | 1–0     |
| 5    | Scarlet Knights de Rutgers       | 1           | 1–0     |
| 5    | Owls de Temple                   | 1           | 1–0     |
| 5    | Demon Deacons de Wake Forest     | 1           | 1–0     |
| 13   | Cardinals de Ball State          | 1           | 0–1     |
| 13   | Huskies du Connecticut           | 1           | 0–1     |
| 13   | Green Wave de Tulane             | 1           | 0–1     |
| 13   | Tigers du Missouri               | 1           | 0–1     |
| 13   | Tigers de Memphis                | 1           | 0–1     |
| 13   | Redhawks de Miami                | 1           | 0–1     |
| 13   | Bobcats de l'Ohio                | 1           | 0–1     |
| 13   | Golden Eagles de Southern Miss   | 1           | 0–1     |
| 20   | Panthers de FIU                  | 2           | 0–2     |

## Statistiques par Conférences
Mis à jour le 23 décembre 2024
| Conférences  | Gagnés | Perdus | %    |
| ------------ | ------ | ------ | ---- |
| C-USA        | 5      | 5      | 50   |
| Big East/AAC | 5      | 4      | 55,6 |
| ACC          | 4      | 0      | 100  |
| SEC          | 2      | 2      | 50,0 |
| MAC          | 0      | 3      | 0    |
| Sun Belt     | 0      | 1      | 0    |
| Big 12       | 0      | 1      | 0    |

## Records du Bowl
Mis à jour le 2 d3écembre 2023
| Équipes                                     | Performances | Matchs                                                                                                   | Saisons        |
| ------------------------------------------- | ------------ | --- | -------------- |
| Plus de points marqués                      | 48           | UCF contre Marshall                                                                                      | 2019           |
| Moins de points encaissés                   | 3            | Temple vs. FIU                                                                                           | 2017           |
| Plus grande marge de victoires              | 27           | South Florida contre Memphis                                                                             | 2008           |
| Premiers downs réussis                      | 30           | East Carolina contre Ohio                                                                                | 2013           |
| Plus grand nombre de yards à la course      | 310          | UCF vs. Marshall                                                                                         | 2019           |
| Plus grand nombre de yards à la passe       | 328          | Ohio vs. East Carolina                                                                                   | 2013           |
| Plus grand nombre total de yards            | 587          | UCF vs. Marshall                                                                                         | 2019           |
| Individualités                              | Performances | Joueurs, équipes                                                                                         | Saisons        |
| Plus grand nombre de yards gagnés (cumulés) | 251          | Ryan O'Keefe, WR, UCF                                                                                    | 2021           |
| Nombre de touchdowns à la passe             | 3            | Matt Grothe, South Florida vs. Memphis Blake Bortles, UCF vs. Ball State Justin Holman, UCF vs. NC State | 2008 2012 2014 |
| Plus grand nombre de yards à la course      | 198          | Vintavious Cooper, East Carolina                                                                         | 2013           |
| Plus grand nombre de yards à la passe       | 305          | DJ Lagway (Florida)                                                                                      | 2024           |
| Plus grand nombre de yards en réception     | 165          | Randall St. Felix, Marshall contre South Florida                                                         | 2018           |